# Lars Carlsson
Lars Carlsson (ur. 8 sierpnia 1973) – szwedzki biegacz narciarski, zawodnik klubu IFK Umeå.

## Kariera
Po raz pierwszy na arenie międzynarodowej Lars Carlsson pojawił się 5 stycznia 1993 roku w zawodach FIS Race w szwedzkiej miejscowości Åsarna, gdzie zajął 21. miejsce w biegu na 15 km techniką klasyczną. W marcu 1993 roku wystąpił na mistrzostwach świata juniorów w Harrachovie, gdzie wywalczył srebrny medal w biegu na 10 km klasykiem. Drugie miejsce zajął tam też w sztafecie.
W Pucharze Świata zadebiutował 12 marca 1994 roku w Falun, zajmując 74. miejsce w biegu na 30 km stylem klasycznym. Pierwsze pucharowe punkty wywalczył osiem miesięcy później, 27 listopada 1994 roku w Kirunie, zajmując 21. miejsce w biegu na 10 km techniką klasyczną. W klasyfikacji generalnej sezonu 1994/1995 zajął ostatecznie 66. miejsce. Najlepsze wyniki w Pucharze Świata osiągnął w sezonie 2002/2003, który ukończył na 57. pozycji. Nigdy nie stal na podium indywidualnych zawodów Pucharu Świata, ale wraz z kolegami 23 marca 2003 roku w Falun zwyciężył w sztafecie.
Pierwszą dużą imprezą w jego karierze były mistrzostwa świata w Val di Fiemme w 2003 roku, gdzie zajął 20. miejsce na dystansie 30 km stylem klasycznym. Wystąpił także dwa lata później, podczas mistrzostw świata w Oberstdorfie, zajmując trzydzieste miejsce w biegu na 50 km techniką klasyczną. W 2006 roku zakończył karierę.

## Osiągnięcia

### Mistrzostwa świata
| Miejsce | Dzień     | Rok  | Miejscowość   | Konkurencja             | Czas biegu | Strata  | Zwycięzca       |
| ------- | --------- | ---- | ------------- | ----------------------- | ---------- | ------- | --------------- |
| 20.     | 19 lutego | 2003 | Val di Fiemme | 30 km stylem klasycznym | 1:12:29,3  | +2:07,2 | Thomas Alsgaard |
| 27.     | 21 lutego | 2003 | Val di Fiemme | 15 km stylem klasycznym | 35:47,5    | +1:35,0 | Axel Teichmann  |
| 30.     | 27 lutego | 2005 | Oberstdorf    | 50 km stylem klasycznym | 2:30:10,1  | +1:14,5 | Frode Estil     |

### Mistrzostwa świata juniorów
| Miejsce | Dzień   | Rok  | Miejscowość | Konkurs                 | Wynik     | Strata  | Zwycięzca           |
| ------- | ------- | ---- | ----------- | ----------------------- | --------- | ------- | ------------------- |
| 2.      | 2 marca | 1993 | Harrachov   | 10 km stylem klasycznym | 30:46,5   | +10,6   | Mathias Fredriksson |
| 2.      | 4 marca | 1993 | Harrachov   | Sztafeta                | 2:00:20,1 | +2:03,4 | Norwegia            |

### Puchar Świata

#### Miejsca w klasyfikacji generalnej
- sezon 1994/1995: 66.
- sezon 2001/2002: 128.
- sezon 2002/2003: 57.
- sezon 2004/2005: 141.

#### Miejsca na podium w zawodach chronologicznie
Carlsson nie stał na podium indywidualnych zawodów Pucharu Świata.